# Giebringhausen

Niederschlagsdiagramm Giebringhausen

Giebringhausen ist ein Ortsteil der Gemeinde Diemelsee im nordhessischen Landkreis Waldeck-Frankenberg.

## Geographische Lage
Giebringhausen liegt im Naturraum Vorupländer Hügelland im Naturpark Diemelsee nahe dem Einfluss der durch die Ortschaft fließenden Diemel in den Ostarm des Stausees Diemelsee. Zu den Bergen der Gemarkung gehört die Hohe Egge (604,9 m). Die Landesstraße 3082 führt von Sudeck im Nordosten durch Giebringhausen nach Deisfeld im Süden. In Richtung Norden verläuft die Kreisstraße 71 nach Heringhausen am Diemelsee, nach Nordwesten die K 69 nach Stormbruch; von dieser zweigt nahe Giebringhausen die K 70 nach Ottlar im Westsüdwesten ab. Der Gemarkung der Gemeinde werden 708 Hektar zugerechnet.
Nächstgrößere Orte sind:
| Ort                | Entfernung | Entfernung | Richtung   | Größenordnung in 1000 Einwohner | Größenordnung in 1000 Einwohner |
| Ort                | Luft       | Straße     | Richtung   | Größenordnung in 1000 Einwohner | Größenordnung in 1000 Einwohner |
| ------------------ | ---------- | ---------- | ---------- | ------------------------------- | ------------------------------- |
| Adorf (Diemelsee)  | 6 km       | 6 km       | Nordosten  | 1–2                             |                                 |
| Willingen (Upland) | 8 km       | 10 km      | Südwesten  | 5–10                            |                                 |
| Niedermarsberg     | 15 km      | 22 km      | Nordosten  | 5–10                            |                                 |
| Korbach            | 12 km      | 17 km      | Südosten   | 20–25                           | [ Anm 1 ]                       |
| Brilon             | 13 km      | 20 km      | Nordwesten | 25                              | [ Anm 1 ]                       |
| Bad Arolsen        | 20 km      | 22 km      | Osten      | 15–20                           | [ Anm 1 ]                       |
| Paderborn          | 42 km      | 60 km      | Norden     | 150                             | [ Anm 1 ]                       |
| Kassel             | 52 km      | 66 km      | Osten      | 200                             | [ Anm 1 ]                       |

1. 1 2 3 4 5  inklusive  
Eingemeindungen

## Geschichte

### Ortsgeschichte
Von Norden her begann Besiedelung des zuvor dünnbesiedelten Gebietes durch Engern um 695 herum. Daraus resultierte der ursprüngliche Ortsname, der auf "Nachfahren des Gevhard" (Gebhard, oder Gerhard, "ing" für "Nachkommen") verweist, aber erst 1168 als Gevardinchusen erstmalig schriftliche Erwähnung findet. Sprachwissenschaftlich muss hier wohl von einer Besiedelung und Benennung des Ortes um 700 angenommen werden.
In einem Streitfall mit Gottschalk dem Jüngeren von Padberg und einem Pächter ist in Givehardinchusen von einem Hof die Rede, der zum Kloster Bredelar gehört. Gleichzeitig gehören in Givehardinkusen (diesmal mit k) drei Höfe zum Kloster Flechtdorf. Zusammen mit drei Höfen, die die Grafen von Waldeck an die von Scharpenberg zum Lehen übertragen hatten, werden Mitte des 14. Jahrhunderts 7 Höfe in Giebringhausen bestanden haben. Ein flächendeckendes Hoheitsgebiet gab es in dieser Zeit noch nicht. Die Grafen von Schwalenberg waren ja eben erst als Vögte von Corvey und Paderborn gekommen und hatten das Haus Waldeck begründet.
Nach einer Fehde mit der Stadt Corbach fiel Giebringhausen zusammen mit anderen "padbergischen Dörfern" 1413 mit den klösterlichen Besitzungen endgültig von Padberg an Waldeck. Damit erhielten die Grafen von Waldeck aus Giebringhausen eine Schatzung in Höhe von 25 Florenes. In der Folgezeit wurden jedoch wohl Höfe in den benachbarten Siedlungen Holzhausen, Meldinghausen und Ratmaringhausen aufgegeben und das Land von Giebringhausen aus bewirtschaftet. Dazu kommt, dass die Grafen von Waldeck wohl auch Höfe verpfändet haben. So hatte Giebringhausen Mitte des 16. Jahrhunderts 13 Höfe, "die dem Grafen von Waldeck nicht gehörten" - in der Hauptsache zu Padberg, Bredelar oder Canstein gehörend.
Die bekannten historischen Erwähnungen finden sich in folgender Übersicht:
- Gevardinchusen, in (1168) [Kop. 17. Jahrhundert Regesten der Erzbischöfe von Köln 2, S. 166, Nr. 914]: Übergabe von drei Höfen von Philipp von Cöln an seinen Gefolgsmann Gottschalk von Padberg
- Givehardinchusen (1194) [Kop. 14. Jahrhundert Regesten der Erzbischöfe von Köln 2, S. 297–298, Nr. 1482]
- Givehardinkusen, in (1194) [Kop. 14. Jahrhundert Regesten der Erzbischöfe von Köln 2, S. 299, Nr. 1488]: Bestätigung über Besitz von einem Vorwerk und zwei Hufen von Adolf von Cöln gegenüber dem Kloster Flechtdorf
- Giveherdinchusen, in (1201) [Urkunden Kloster Bredelar, S. 46–47, Nr. 6]
- Gyverdinchusz, in (1332–1344) [Urkunden zur Geschichte der Fürstenthümer Waldeck und Pyrmont, bearb. von Louis Curtze, o. J., Exemplar in der Dienstbibliothek des Hessischen Staatsarchivs Marburg, S. 39–50, Nr. 31]
- Geverdinghausen, in (1376) [Urkunden Kloster Bredelar, S. 207, Nr. 408]
- Geverinckusen (1537) [HStAM Bestand 127 Nr. 3]
- Gibbringhausen (1733) [HStAD Bestand P 23 Nr. 56]

Im Jahre 1530 wird erstmals eine Mühle genannt. Ab 1556 wurden große Eisenbergwerke im Tagebau betrieben. „Am Niegelscheid“ in Ortsnähe war vom 17. bis zum 19. Jahrhundert ein Kalksteinbruch in Betrieb, in dem schwarzer Marmor gebrochen wurde. Aus den Marmorbrüchen von Giebringhausen wurde um 1730 das Baumaterial für das Jagdschloss Carlsruhe in Sudeck gewonnen.
Während des Dreißigjährigen Krieges war Waldeck auf der Seite der Protestanten. In dieser Zeit wurde Giebringhausen von Lothar von Bönninghausen geplündert, sodass von ursprünglich 19 Häusern nach Kriegsende nur noch 10 standen.
Derweil konnte sich Franz von Waldeck als Fürstbischof zumindest in Münster nicht mit einer Reformation durchsetzen. Aus der nichtehelichen Beziehung zu einer Anna Polmann gingen mehrere Kinder mit dem Namen von Waldeck hervor. Doch zum Ende des 17. Jahrhunderts taucht der Name Pohlmann plötzlich gleichzeitig in vielen Dörfern Waldecks auf. So war ein Johann Pohlmann in Giebringhausen als Faktor und Reidemeister der Hanse angeschlossen und besaß Anteile an mehr als einer Hammermühle. Zu Beginn des 18. Jahrhunderts hat Giebringhausen dann auch wieder 20 Anwesen und kann als von den Folgen des Dreißigjährigen Krieges erholt gelten.
Ein Bergwerk zur Bleigewinnung wurde im Jahre 1730 angelegt, ohne auf abbauwürdige Erze zu treffen. Per Wahlgesetz vom 23. Mai 1849 wurde der Ort durch Emma Fürstin zu Waldeck und Pyrmont dem Wahlkreis VII. des Reichsfürstentums Waldeck-Pyrmont zugeordnet.

### Kurioses
- Im Jahr 1810 wurde der Giebringhäuser Johann Friedrich Lages im Amtsblatt der Regierung Minden als Vagabund aktenkundig.[12]

### Hessische Gebietsreform (1970–1977)
Zum 31. Dezember 1971 entstand im Zuge der Gebietsreform in Hessen durch den freiwilligen Zusammenschluss der bis dahin selbständigen Gemeinden Adorf, Benkhausen, Deisfeld, Flechtdorf, Giebringhausen, Heringhausen, Ottlar, Rhenegge, Schweinsbühl, Stormbruch, Sudeck, Vasbeck und Wirmighausen die neue Gemeinde Diemelsee. Sitz der Gemeindeverwaltung wurde Adorf.
Für die ehemals selbständigen Gemeinden von Diemelsee wurden gemäß Hauptsatzung Ortsbezirke mit Ortsbeirat und Ortsvorsteher errichtet. Die Grenzen der Ortsbezirke folgen grundsätzlich den Gemarkungsgrenzen.

### Verwaltungsgeschichte im Überblick
Die folgende Liste zeigt die Staaten bzw. Herrschaftsgebiete und deren untergeordnete Verwaltungseinheiten, in denen Giebringhausen lag:
- 1536 und später: Heiliges Römisches Reich, Grafschaft Waldeck, Amt Eisenberg
- ab 1712: Heiliges Römisches Reich, Fürstentum Waldeck, Amt Eisenberg
- ab 1806: Fürstentum Waldeck, Amt Eisenberg
- ab 1815: Fürstentum Waldeck, Oberamt des Eisenbergs (Sitz in Kornbach)
- ab 1816: Fürstentum Waldeck, Oberjustizamt des Eisenbergs (Sitz in Kornbach)
- ab 1850: Fürstentum Waldeck-Pyrmont (seit 1849), Kreis des Eisenbergs (Sitz in Korbach)[Anm. 1]
- ab 1867: Fürstentum Waldeck-Pyrmont (Akzessionsvertrag mit Preußen), Kreis des Eisenbergs
- ab 1871: Deutsches Reich, Fürstentum Waldeck-Pyrmont, Kreis des Eisenbergs
- ab 1919: Deutsches Reich, Freistaat Waldeck-Pyrmont, Kreis des Eisenbergs
- ab 1929: Deutsches Reich, Freistaat Preußen, Provinz Hessen-Nassau, Regierungsbezirk Kassel, Kreis des Eisenbergs
- ab 1942: Deutsches Reich, Freistaat Preußen, Provinz Hessen-Nassau, Regierungsbezirk Kassel, Landkreis Waldeck
- ab 1944: Deutsches Reich, Freistaat Preußen, Provinz Kurhessen, Regierungsbezirk Kassel, Landkreis Waldeck
- ab 1945: Amerikanische Besatzungszone, Groß-Hessen, Regierungsbezirk Kassel, Landkreis Waldeck
- ab 1946: Amerikanische Besatzungszone, Hessen, Regierungsbezirk Kassel, Landkreis Waldeck
- ab 1949: Bundesrepublik Deutschland, Hessen, Regierungsbezirk Kassel, Landkreis Waldeck
- ab 1972: Bundesrepublik Deutschland, Hessen, Regierungsbezirk Kassel, Landkreis Waldeck, Gemeinde Diemelsee[Anm. 2]
- ab 1974: Bundesrepublik Deutschland, Hessen, Regierungsbezirk Kassel, Landkreis Waldeck-Frankenberg, Gemeinde Diemelsee

## Bevölkerung

### Einwohnerstruktur 2011
Nach den Erhebungen des Zensus 2011 lebten am Stichtag dem 9. Mai 2011 in Giebringhausen 141 Einwohner. Darunter waren keine Ausländer.
Nach dem Lebensalter waren 18 Einwohner unter 18 Jahren, 45 waren zwischen 18 und 49, 30 zwischen 45 und 64 und 45 Einwohner waren älter.
Die Einwohner lebten in 57 Haushalten. Davon waren 9 Singlehaushalte, 21 Paare ohne Kinder und 18 Paare mit Kindern, sowie 3 Alleinerziehende und keine Wohngemeinschaften. In 21 Haushalten lebten ausschließlich Senioren und in 24 Haushaltungen leben keine Senioren.

### Einwohnerentwicklung
Quelle: Historisches Ortslexikon
- 1541: 13 Häuser
- 1620: 19 Häuser
- 1650: 10 Häuser
- 1738: 21 Häuser
- 1770: 26 Häuser, 156 Einwohner

| Giebringhausen: Einwohnerzahlen von 1770 bis 2020 | Giebringhausen: Einwohnerzahlen von 1770 bis 2020 | Giebringhausen: Einwohnerzahlen von 1770 bis 2020 | Giebringhausen: Einwohnerzahlen von 1770 bis 2020 | Giebringhausen: Einwohnerzahlen von 1770 bis 2020 |
| --- | ------------------------------------------------- | ------------------------------------------------- | ------------------------------------------------- | ------------------------------------------------- |
| Jahr |                                                   |                                                   |                                                   | Einwohner                                         |
| 1770 | 1770                                              |                                                   | 156                                               | 156                                               |
| 1800 | 1800                                              |                                                   | ?                                                 | ?                                                 |
| 1834 | 1834                                              |                                                   | 203                                               | 203                                               |
| 1840 | 1840                                              |                                                   | 224                                               | 224                                               |
| 1846 | 1846                                              |                                                   | 224                                               | 224                                               |
| 1852 | 1852                                              |                                                   | 219                                               | 219                                               |
| 1858 | 1858                                              |                                                   | 211                                               | 211                                               |
| 1864 | 1864                                              |                                                   | 233                                               | 233                                               |
| 1871 | 1871                                              |                                                   | 232                                               | 232                                               |
| 1875 | 1875                                              |                                                   | 248                                               | 248                                               |
| 1885 | 1885                                              |                                                   | 231                                               | 231                                               |
| 1895 | 1895                                              |                                                   | 283                                               | 283                                               |
| 1905 | 1905                                              |                                                   | 274                                               | 274                                               |
| 1910 | 1910                                              |                                                   | 247                                               | 247                                               |
| 1925 | 1925                                              |                                                   | 242                                               | 242                                               |
| 1939 | 1939                                              |                                                   | 206                                               | 206                                               |
| 1946 | 1946                                              |                                                   | 301                                               | 301                                               |
| 1950 | 1950                                              |                                                   | 277                                               | 277                                               |
| 1956 | 1956                                              |                                                   | 210                                               | 210                                               |
| 1961 | 1961                                              |                                                   | 182                                               | 182                                               |
| 1967 | 1967                                              |                                                   | 181                                               | 181                                               |
| 1980 | 1980                                              |                                                   | ?                                                 | ?                                                 |
| 1990 | 1990                                              |                                                   | ?                                                 | ?                                                 |
| 2001 | 2001                                              |                                                   | 166                                               | 166                                               |
| 2011 | 2011                                              |                                                   | 141                                               | 141                                               |
| 2015 | 2015                                              |                                                   | 127                                               | 127                                               |
| 2020 | 2020                                              |                                                   | 109                                               | 109                                               |
| Datenquelle: Historisches Gemeindeverzeichnis für Hessen: Die Bevölkerung der Gemeinden 1834 bis 1967. Wiesbaden: Hessisches Statistisches Landesamt, 1968. Weitere Quellen: LAGIS; Gemeinde Diemelsee; Zensus 2011 |                                                   |                                                   |                                                   |                                                   |

### Historische Religionszugehörigkeit
| • 1885: | 275 evangelische (= 97,17 %) zwei katholische (= 0,71 %), sechs anderes christliche-konfessionelle (= 2,12 %) Einwohner |
| • 1961: | 170 evangelische (= 93,41 %), 12 katholische (= 6,59 %) Einwohner                                                       |

## Kirche
Im Jahre 1542 wird erstmals eine Kapelle als Filial von Adorf erwähnt. Sie soll sich links von der Landstraße nach Deisfeld nahe der Diemel befunden haben. Die Giebringhäuser mussten an die Pfarrei den Küsterhafer, den Opferroggen und die Besoldungsfrucht liefern. Zusätzlich musste dem Adorfer Pfarrer ein Fuhrwerk gestellt werden, damit dieser zum Gottesdienst, zum Schulexamen oder einem Verstorbenen kommen konnte. Der Gottesdienst in Giebringhausen fand an zehn Sonntagen im Jahr statt. Während der übrigen Zeit musste man nach Sudeck oder Adorf zum Gottesdienst. Konfirmationen, Eheschließungen, Taufen sowie Beisetzungen fanden in Adorf statt.
Erst 1829 bekam der Ort einen eigenen Friedhof (Totenhof). Nach dem Zweiten Weltkrieg wurde dieser eingeebnet. Der heutige Friedhof wurde im Jahr 1906 angelegt.
1841 wurde die heutige Kirche erbaut. Anfang der 1970er Jahre wurde an der Nordseite eine Sargkammer angebaut. Seit den 1950er Jahren wurden immer wieder Renovierungen durchgeführt. Die sich hinter dem Altar befindliche Kanzel wurde abgerissen und eine Neue am Fenster errichtet. Im Jahr 2002 wurde ein großes Fresko des Arolser Künstlers Dieter Blum in einer Nische hinter dem Altar geschaffen. Das Fresko zeigt den guten Hirten, aus der Bibelstelle „Der Herr ist mein Hirte – mir wird nichts mangeln“. Dieser Psalm, der Psalm 23, befindet sich rechts neben dem Bild. Seit 1960 gehört Giebringhausen zum Kirchspiel Heringhausen.

## Kultur und Sehenswürdigkeiten
- Im ehemaligen Marmor-Steinbruch existiert eine geräumige Schutzhütte. Hier wird dann auch ein alljährliches "Kartoffelbraten", ein Grillfest von der freiwilligen Feuerwehr ausgerichtet.
- An der Kreisstraße steht seit 1984 unweit des Friedhofs die Landrat-Dr.-Reccius-Eiche. Sie bezeichnet den geographischen Mittelpunkt des Naturparks Diemelsee.
- Die Diemel folgt einem weitgehend natürlichen Verlauf. Sie ist hier ein gerade sommertags flaches zügig fließendes Gewässer, das Kinder im Grundschulalter zum Spielen einlädt. In der Nähe des Diemelsees wurden vor wenigen Jahren Biber aus Süddeutschland ausgesetzt.
- An der Gemarkungsgrenze zu Heringhausen existiert ein Jugendzeltplatz am Diemelsee.
- Liste der Naturdenkmäler in Diemelsee (Gemeinde)
- Seit 2010 hat Giebringhausen ein Ortssippenbuch, das bis ins Jahr 1648 zurückreicht.[19]

## Wirtschaft und Infrastruktur

### Unternehmen
- Im Ort ist eine Bäckerei vorhanden.[20]
- Weiterhin sind noch einige wenige landwirtschaftliche Betriebe im Ort ansässig.

### Öffentliche Einrichtungen
- Dorfgemeinschaftshaus, die Diemeltalhalle.
- Ein Feuerwehrhaus mit Schulungsraum und Schlauchturm.

## Persönlichkeiten

### Söhne und Töchter der Stadt
- Ernst Arnold (1903–1966), Politiker, Abgeordneter des Hessischen Landtags, geboren in Giebringhausen